# Ludwik Łabęcki
Ludwik Łabęcki (ur. 16 marca 1884 w Borszczowie, zm. 1940 w ZSRR) – major piechoty Wojska Polskiego.

## Życiorys
Urodził się 16 marca 1884 w Borszczowie, w Małopolsce, w rodzinie Szczęsnego i Rozalii z Ptaszyńskich.
W 1907 rozpoczął pełnić zawodową służbę wojskową w cesarsko-królewskiej Obronie Krajowej. Jego oddziałem macierzystym był 35 Pułk Piechoty Obrony Krajowej w Złoczowie. W jego szeregach wziął udział w mobilizacji sił zbrojnych Monarchii Austro-Węgierskiej, wprowadzonej w związku z wojną na Bałkanach, a następnie walczył na frontach I wojny światowej. Awansował na kolejne stopnie w korpusie oficerów piechoty: porucznika (1 maja 1907), nadporucznika (1 maja 1912) i kapitana (1 lipca 1915).
15 lipca 1920 został zatwierdzony z dniem 1 kwietnia 1920 w stopniu majora, w piechocie, w grupie oficerów byłej armii austriacko-węgierskiej. Pełnił wówczas służbę w Dowództwie Okręgu Generalnego Lwów. W następnym roku służył w 40 Pułku Piechoty. 3 maja 1922 został zweryfikowany w stopniu majora ze starszeństwem z 1 czerwca 1919 i 106. lokatą w korpusie oficerów piechoty. Był wówczas oficerem 19 Pułku Piechoty. W lipcu tego roku został zatwierdzony na stanowisku dowódcy batalionu. W 1923 był komendantem kadry batalionu zapasowego 19 pp. W następnym roku nadal pełnił służbę w 19 pp, lecz bez określonej funkcji. W maju 1925 został przeniesiony do 49 Pułku Piechoty w Kołomyi na stanowisko kwatermistrza. W maju 1927 został przydzielony do Komendy Miasta Lwów na stanowisko referenta. 23 grudnia 1927 został przeniesiony do kadry oficerów piechoty z pozostawieniem na dotychczas zajmowanym stanowisku. W kwietniu 1928 został zwolniony z zajmowanego stanowiska w Komendzie Placu Lwów z równoczesnym przeniesieniem służbowym do Powiatowej Komendy Uzupełnień Lwów Miasto na okres sześciu miesięcy w celu odbycia praktyki poborowej. W marcu 1929 został zwolniony z zajmowanego stanowiska w PKU Lwów Miasto z równoczesnym oddaniem do dyspozycji dowódcy Okręgu Korpusu Nr VI, a z dniem 30 września tego roku przeniesiony w stan spoczynku. Mieszkał we Lwowie przy ul. Piekarskiej 131.
Wiosną 1940 został zamordowany w Bykowni.

## Ordery i odznaczenia
- Złoty Krzyż Zasługi – 24 maja 1929 „za zasługi na polu organizacji wojska”[25][26]
- Odznaka Pamiątkowa Więźniów Ideowych[1]
- Krzyż Zasługi Wojskowej 3 klasy z dekoracją wojenną i mieczami[27]
- Srebrny Medal Zasługi Wojskowej z mieczami na wstążce Krzyża Zasługi Wojskowej[27]
- Brązowy Medal Zasługi Wojskowej z mieczami na wstążce Krzyża Zasługi Wojskowej[27]
- Krzyż Jubileuszowy Wojskowy[27]
- Krzyż Pamiątkowy Mobilizacji 1912–1913[27]

4 maja 1936 i 9 maja 1938 Komitet Krzyża i Medalu Niepodległości odrzucił wniosek o nadanie mu tego odznaczenia „z powodu braku pracy niepodległościowej”.